# Loriculus stigmatus
El lorículo de Célebes (Loriculus stigmatus) es una especie de ave psitaciforme de la familia Psittaculidae endémica de Célebes y algunas islas menores aledañas. Se encuentra en los bosques tropicales, los bosques secundarios de la zona y los manglares altos.

## Descripción y taxonomía

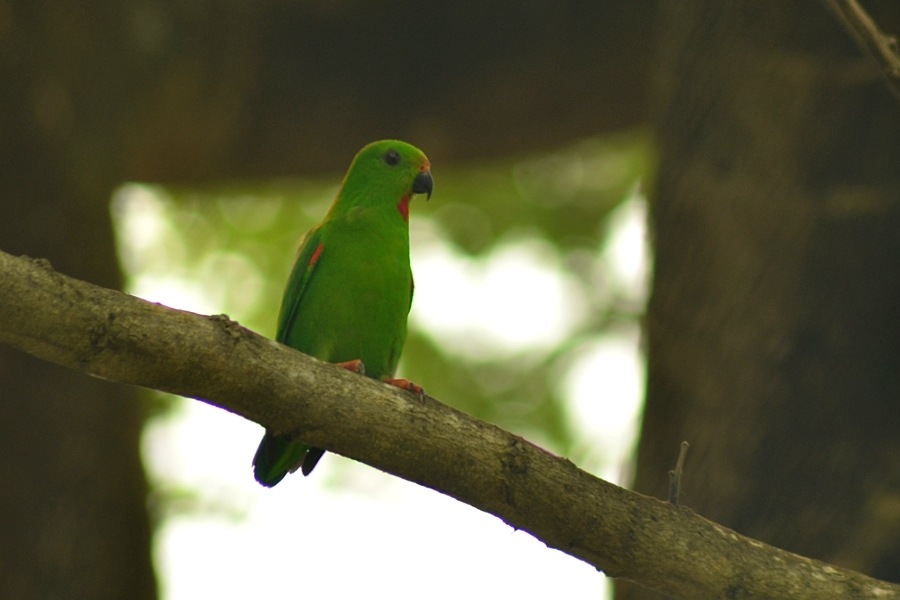
Ejemplar de la subespecie nominal L. s. stigmatus en Célebes.

Con sus 15 cm de longitud total es un loro pequeño, pero el mayor de los lorículos. Tradicionalmente se consideraba una especie monotípica, pero recientes estudios han revalidado las subespecies croconotus de las islas Muna y Buton, y quadricolor de las islas Togian, quedando la subespecie nominal para la propia isla de Célebes. El plumaje de la subespecie nominal es principalmente verde, con un distintivo tono amarillento en el manto y con el obispillo y borde de las alas rojos, además de una pequeña mancha roja en la garganta. Los machos también tienen el píleo rojo, aunque las hembras no. En comparación L. s. croconotus tiene las alas y la cola más claras aunque con el manto también amarillento, mientras que L. s. quadricolor tiene una mancha amarilla anaranjada clara en el manto y la mancha roja de su garganta es menor, aunque tono rojo de su obispillo es más intenso.

## Reproducción
El lorículo de Célebes anida en cavidades. Generalmente pone tres huevos. La hembra incuba el huevo durante 20 días y tras la eclosión los polluelos tardan en desarrollarse 33 días más.

## Subespecies
Se reconocen las siguientes:
- L. stigmatus stigmatus (Müller, S, 1843) - Célebes
- L. stigmatus croconotus Jany, 1955 - islas Butung y Muna
- L. stigmatus quadricolor Walden, 1872 - islas Togian.